# 19. maj
19. maj je 139. dan leta (140. v prestopnih letih) v gregorijanskem koledarju. Ostaja še 226 dni.

## Dogodki
- 1337 – začetek stoletne vojne
- 1358 – začetek kmečkih in meščanskih uporov v Franciji - žakerije
- 1535 – Jacques Cartier se odpravi na drugo pot v Severno Ameriko
- 1536 – Henrik VIII. Angleški zaradi domnevnega prešuštva obglavi svojo drugo ženo Anne Boleyn
- 1580 – Karel II. Avstrijski podpiše pogodbo o prevzemu Lipice, kjer nastane znamenita kobilarna
- 1802 – Napoleon uvede odlikovanje legija časti
- 1823 – v Mariboru ustanovljeno kazinsko in bralno društvo
- 1897 – Oscar Wilde izpuščen iz zapora
- 1906 – odprt predor Simplon
- 1919 – Mustafa Kemal Atatürk se umakne iz İstanbula v Samsun
- 1939 – Poljska in Francija podpišeta tajni vojaški pakt
- 1940:
  - Arthur Seyss-Inquart postane komisar rajha za Nizozemsko
  - Wehrmacht prodre do ustja Somme
- 1941:
  - italijanske enote se predajo v Etiopiji
  - Ho Ši Minh ustanovi Ligo za neodvisnost Vietnama
- 1944 – zavezniki zavzamejo Monte Cassino in Cassino
- 1961 – sovjetsko vesoljsko plovilo Venera 1 se kot prvi izdelek človeških rok približa Veneri
- 1971 – izstrelitev sovjetskega vesoljskega plovila Mars 2
- 2016 – v Sredozemsko morje severno od Aleksandrije strmoglavi letalo EgyptAir let 804, umre vseh 66 potnikov in članov posadke

## Rojstva
- 1734 – Anton Janša, slovenski čebelar († 1773)
- 1762 – Johann Gottlieb Fichte, nemški filozof († 1814)
- 1773 – Arthur Aikin, angleški kemik († 1854)
- 1795 – Johns Hopkins, ameriški filantrop († 1873)
- 1827 – Paul Amand Challemel-Lacour, francoski državnik († 1896)
- 1861 – Nellie Melba, avstralska sopranistka († 1931)
- 1869 – Anton Medved, slovenski pesnik, dramatik († 1910)
- 1870 – Kitaro Nišida, japonski filozof († 1945)
- 1881 – Mustafa Kemal Atatürk, prvi predsednik Turške republike  († 1938)
- 1890 – Petar Križanić-Pjer, srbski slikar, grafik, karikaturist († 1962)
  - Ho Ši Minh, vietnamski voditelj († 1969)
- 1897 – Enrico Mainardi, italijanski violončelist, skladatelj († 1976)
- 1900 – Anton Vovk, slovenski nadškof, Božji služabnik († 1963)
- 1914 – Max Ferdinad Perutz, angleški molekularni biolog, nobelovec 1962 († 2002)
- 1921 – Karel van het Reve, nizozemski pisatelj († 1999)
- 1924 – Ljubo Bavcon, slovenski pravnik († 2021)
- 1925 – Malcolm X, ameriški aktivist († 1965)
  - Saloth Sar – Pol Pot, kamboški voditelj († 1998)
- 1929 – Alojz Grnjak, slovenski harmonikar († 2014)
- 1930 – Nikica Kalogjera, hrvaški zdravnik, skladatelj († 2006)
- 1939 – Francis Richard Scobee, ameriški astronavt († 1986)
- 1942 – Gary Kildall, ameriški računalnikar († 1994)
- 1949 – Ivo Ban, slovenski gledališki in filmski igralec
- 1952 – Grace Jones, jamajška pevka, manekenka, filmska igralka
- 1971 – Lucija Stupica, slovenska pesnica
- 1981 – Sani Bečirovič, slovenski košarkar

## Smrti
- 804 – Alkuin, angleški teolog, pesnik, pedagog, duhovnik (* ok. 735)
- 1102
  - Štefan II., grof Bloisa, križar, kronist (* 1045)
  - Hugo VI. Lusignanski, grof La Marcheja, križar (* 1039)
- 1125 – Vladimir II. Monomah, kijevski veliki knez (* 1053)
- 1218 – Oton IV., rimsko-nemški cesar (* 1175)
- 1296 – papež Celestin V. (* 1215)
- 1303 – Ivo Kermartin, francoski pravnik in svetnik (* 1253)
- 1332 – Friderik IV., nürnberški mestni grof (* 1287)
- 1352 – Elizabeta Habsburška, lotarinška vojvodinja (* 1285)
- 1389 – Dimitrij Ivanovič Donski, moskovski knez, vladimirski veliki knez (* 1350)
- 1396 – Ivan I., aragonski kralj (* 1350)
- 1755 – Džang Tingju, kitajski politik in zgodovinar (* 1672)
- 1786 – Charles John Stanley, angleški skladatelj (* 1712)
- 1825 – Claude Henri de Rouvroy, Comte de Saint-Simon, francoski socialist (* 1760)
- 1859 – Josip Jelačić, hrvaški politik, vojak, ban (* 1801)
- 1864 – Nathaniel Hawthorne, ameriški pisatelj (* 1804)
- 1885 – Peter William Barlow, angleški gradbenik (* 1809)
- 1895 – José Julian Martí y Perez, kubanski pisatelj, pesnik, novinar, upornik (* 1853)
- 1904 – Auguste Molinier, francoski zgodovinar (* 1851)
- 1907 – sir Benjamin Baker, angleški gradbenik (* 1840)
- 1909 – Isaac Manuel Francisco Albéniz, španski skladatelj (* 1860)
- 1918 – Ferdinand Hodler, švicarski slikar (* 1853)
- 1935 – Thomas Edward Lawrence - Lawrence Arabski, valižanski arheolog, diplomat, obveščevalec, polkovnik (* 1888)
- 1942 – sir Joseph Larmor, irski fizik (* 1857)
- 1946 – Newton Booth Tarkington, ameriški pisatelj, dramatik (* 1869)
- 1954 – Charles Edward Ives, ameriški skladatelj (* 1874)
- 1958 – Ronald Charles Colman, angleški filmski igralec (* 1891)
- 1983 – Jean Rey, belgijski politik (* 1902)
- 1984 – Jožef Žabkar, slovenski teolog in vatikanski diplomat (* 1914)
- 1994 – Jacqueline Lee Bouvier Kennedy Onassis, ameriška založnica (* 1929)
- 1996 – Čoro Škodlar, slovenski slikar, restavrator, novinar (* 1902
- 2000 – Jevgenij Vasiljevič Hrunov, ruski kozmonavt (* 1933)
- 2016 – Alan Young, kanadski igralec (* 1919)
- 2023 – Mirko Ramovš, slovenski etnokoreolog (* 1935)